# Podłozy
Podłozy – część wsi Kobylnica Wołoska, w Polsce, w województwie podkarpackim, powiecie lubaczowskim, gminie Wielkie Oczy. 